# Náměstí (Mikulov)
Náměstí v Mikulově je veřejné prostranství v historickém centru jihomoravského města Mikulova v okrese Břeclav. Historické náměstí nemá název, respektive jeho název je Náměstí. Nachází se v městské památkové zóně pod zámeckým vrchem v blízkosti ditrichštejnského zámku.

## Poloha a popis
Náměstí vede přibližně v ose SV-JZ. Na severní straně, tvořené hlavní částí, Náměstí navazuje na Kostelní náměstí, pojmenované podle kolegiátního kostela sv. Václava. Východní strana je ohraničena architektonicky výraznou budovou Ditrichštejnské hrobky a někdejšího kostela sv. Františka při kapucínském klášteře a kanovnické domy, č 164/4. Západní strana náměstí stoupá k návrší se vstupem do zámeckého areálu.
Náměstí je vyhledávanou turistickou zónu pro množství kaváren, restaurací a obchodů.

## Historie

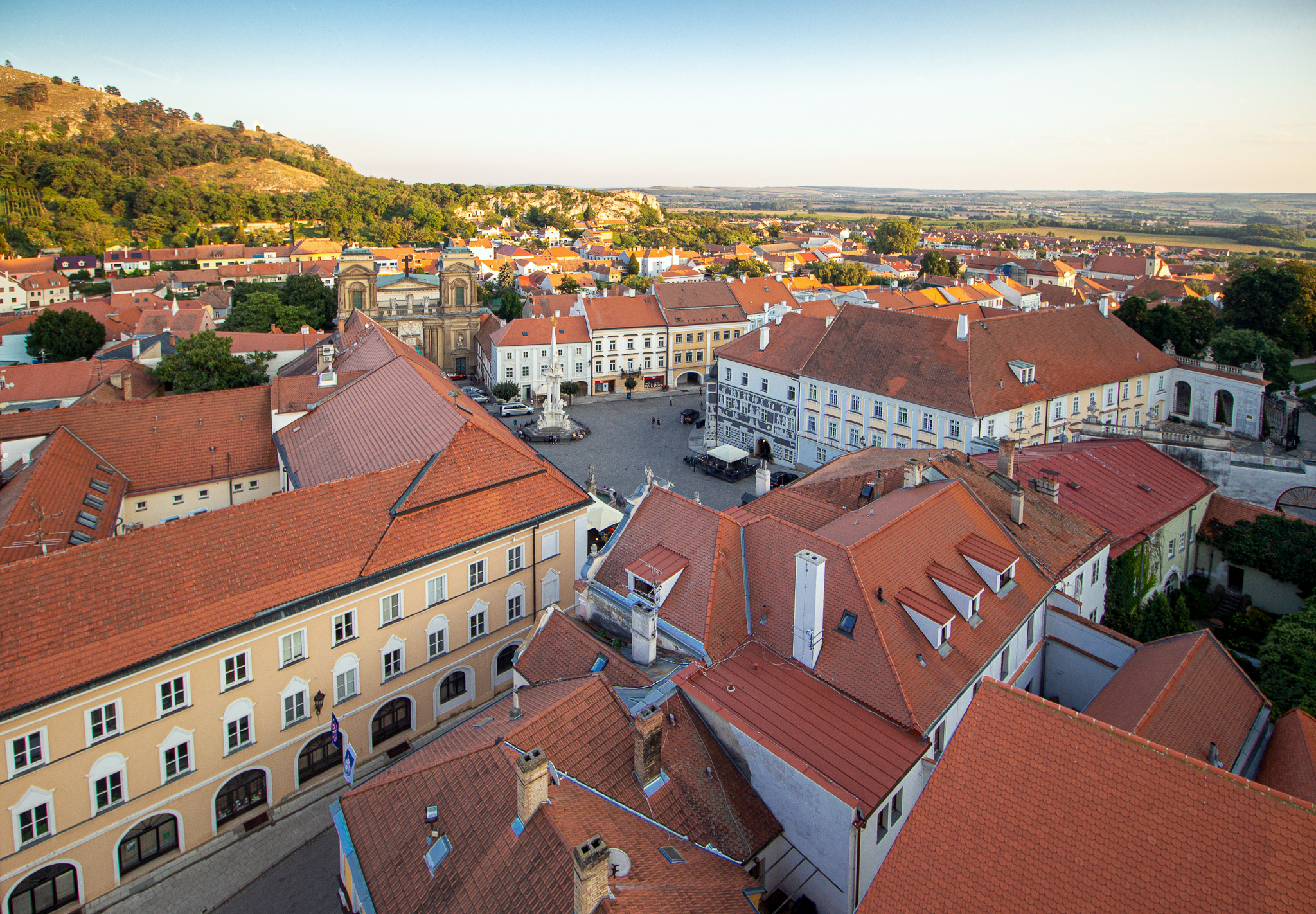
Náměstí z věže kostel sv. Václava

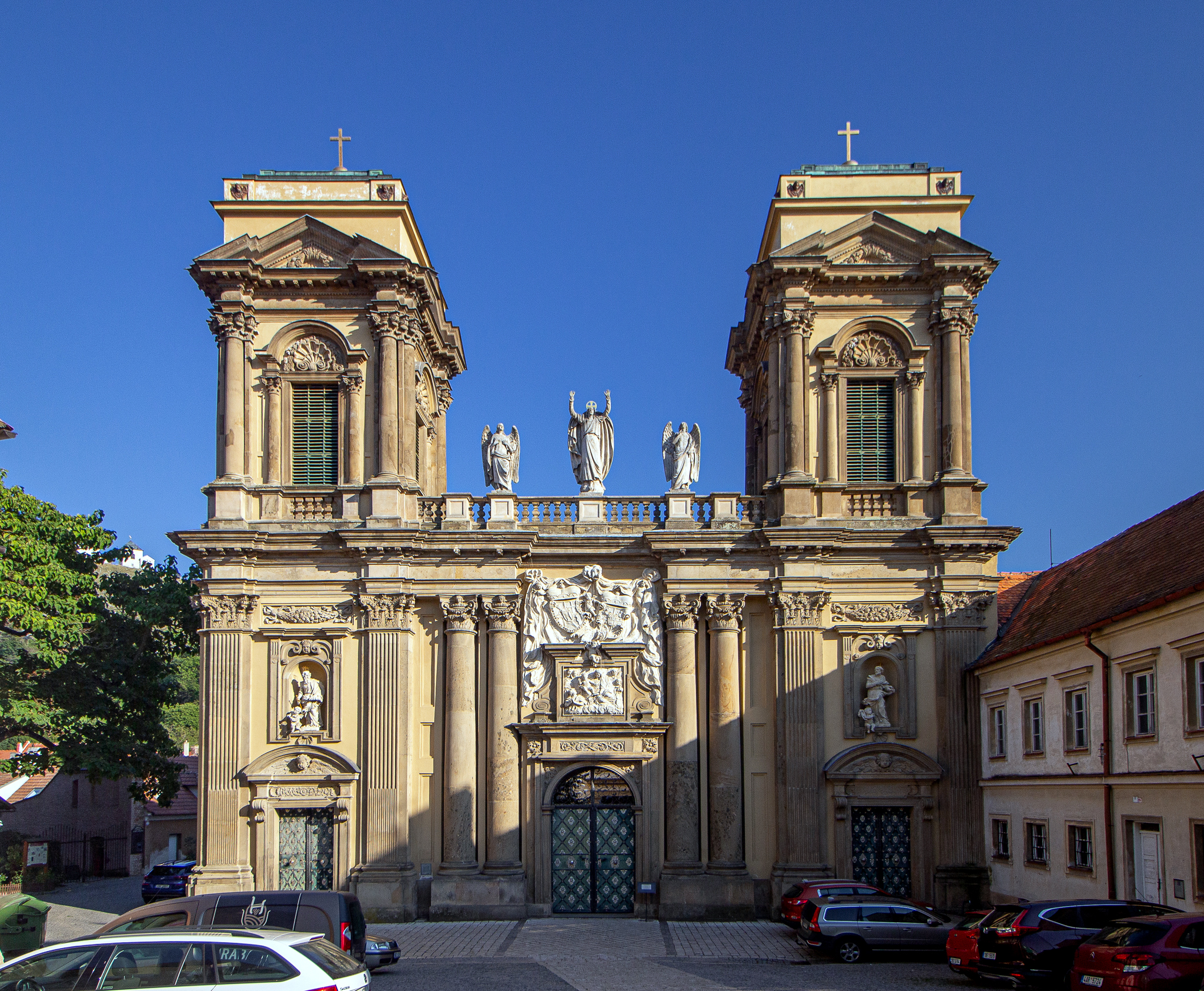
Ditrichštejnská hrobka, původně kostel svaté Anny, na východním okraji Náměstí

Mikulovské náměstí vznikalo postupně od 13. století jako přirozené jádro města. Od roku 1279 se zde směly konat výroční trhy. Současná podoba náměstí je především z konce 16. století, kdy byla původní většinou dřevěná zástavba, přestavěna. V průběhu 17. století zde vzniklo několik renesančních domů. 

### Významné objekty
- Ditrichštejnská hrobka, č.p. 193/5, bývalý loretánský kostel sv. Anny
- Dům U Rytířů, renesanční se sgrafitovou výzdobou, č. 24/27
- Kanovnické domy č.p. 164/4
- Kašna se sochou Hojnosti (Pomony), z roku 1680 od Ferdinanda Grosse
- Sloup Nejsvětější Trojice (morový sloup), vytvořil kameník Andreas Steinböck v roce 1724 podle návrhu Josepha A. Prennera se sochařskou výzdobou Ignáce Lengelachera
- Radnice (městský úřad), č.p. 158/1
- Základní umělecká škola, č.p 23/28
- Rodný dům Karla Krautgartnera, č.p. 26/25